# Anneaux de Neptune

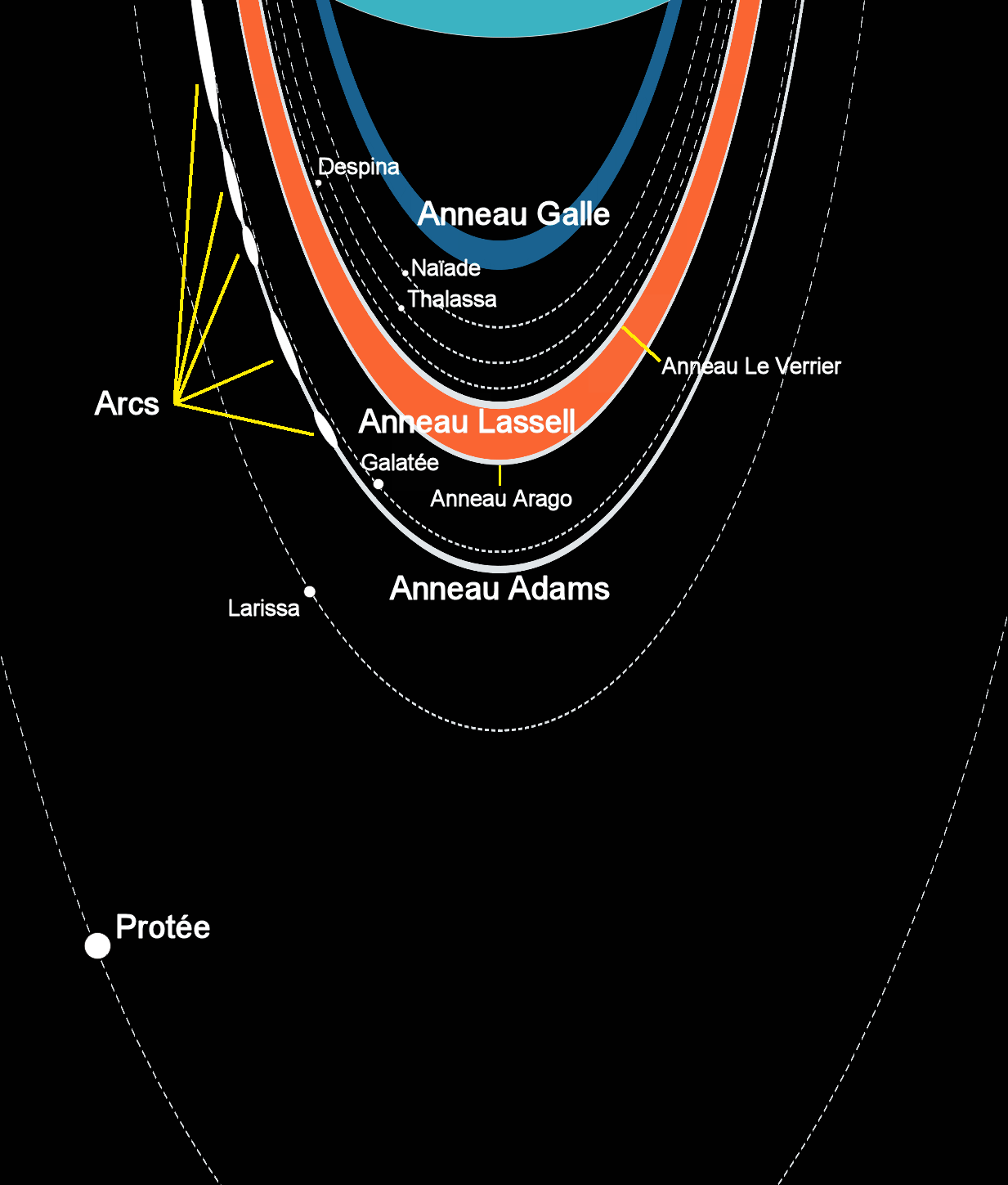
Agencement du système d'anneaux et de lunes de Neptune. Les lignes pleines indiquent les anneaux ; les lignes pointillées indiquent les orbites des lunes.

Les anneaux de Neptune se composent principalement de cinq anneaux dont la présence fut découverte comme « arcs » en 1984 par deux équipes, française et américaine. Ils furent finalement photographiés en 1989 par la sonde Voyager 2.
Là où ils sont le plus denses, ils sont comparables aux parties les moins denses des anneaux principaux de Saturne, comme l'anneau C et la division de Cassini. La majeure partie du système d'anneaux neptunien est assez raréfiée[Quoi ?], ténue et poussiéreuse, ressemblant davantage aux anneaux de Jupiter. Les anneaux de Neptune sont nommés d'après les astronomes qui ont contribué à d'importants travaux sur la planète : Galle, Le Verrier, Lassell, Arago, et Adams. Neptune a également un anneau ténu sans nom qui coïncide avec l'orbite de la lune neptunienne Galatée. Trois lunes orbitent entre les autres anneaux : Naïade, Thalassa et Despina.
Les anneaux de Neptune sont faits de matière extrêmement sombre, vraisemblablement des composés organiques transformés sous l'effet de rayonnement, et semblable à celle se trouvant dans les anneaux d'Uranus. La proportion de poussière dans les anneaux (entre 20 % et 70 %) est forte, alors que leur épaisseur optique est faible.

## Découverte et observation

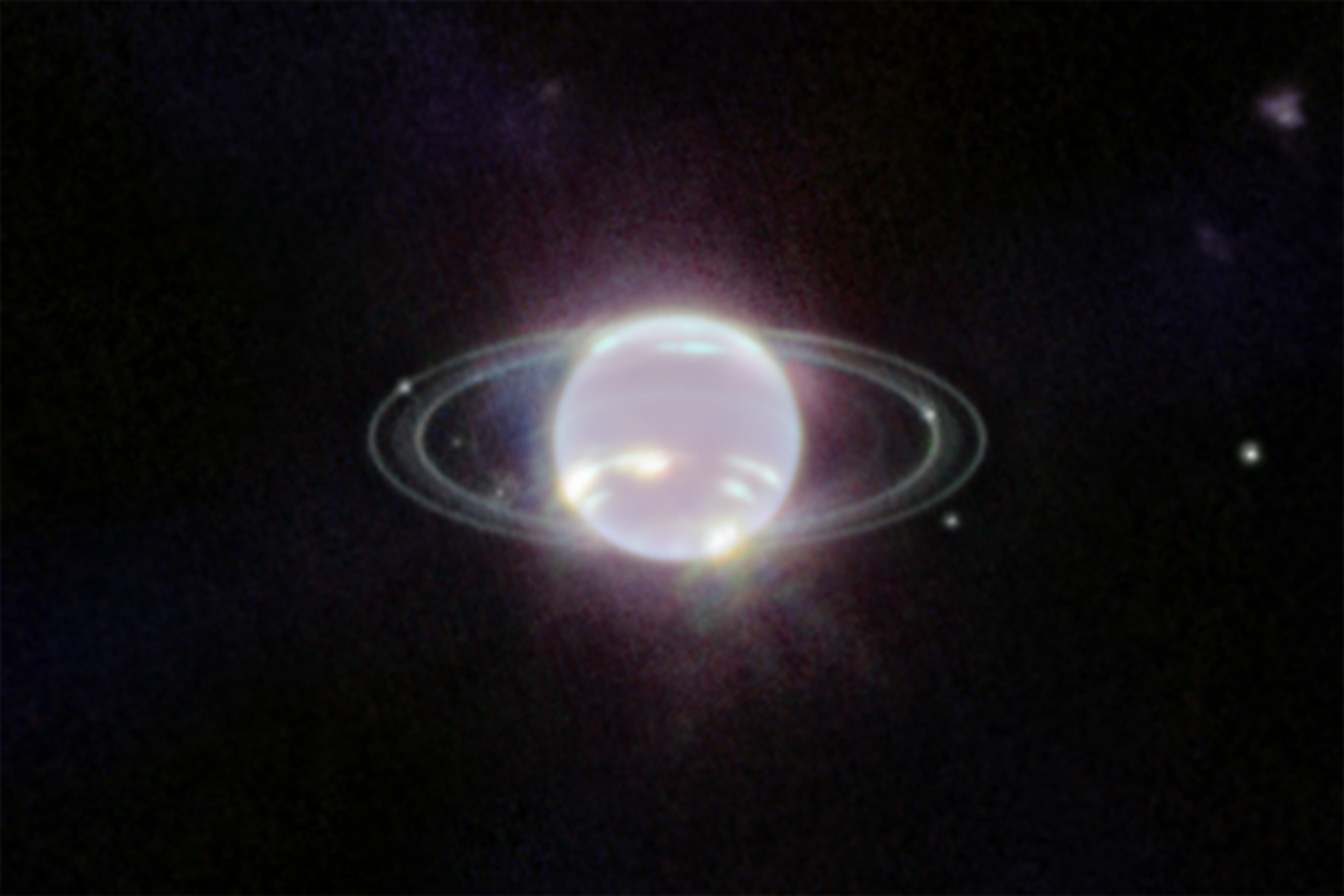
Anneaux de Neptune pris par le télescope spatial James-Webb.

La première référence à des anneaux autour de Neptune remonte à 1846, lorsque William Lassell, le découvreur de Triton (le plus grand satellite de Neptune), crut avoir vu un anneau autour de la planète. Toutefois, la découverte qu'il revendiquait ne fut jamais confirmée, et il est probable qu'il s'agissait là d'un artéfact. La première détection fiable d'un anneau fut réalisée en 1968 par occultation stellaire, bien que ce résultat passa inaperçu jusqu'en 1977, au moment où les anneaux d'Uranus furent découverts. Peu de temps après la découverte de ces derniers, une équipe de l'Université de Villanova dirigée par Harold J. Reitsema se mit à chercher des anneaux autour de Neptune. Le 24 mai 1981, ils purent détecter une nette réduction de la luminosité d'une étoile au cours d'une occultation ; cependant la manière dont l'étoile s'estompait n'évoquait pas un anneau. Par la suite, après le survol de Voyager, on établit que l'occultation était due à la petite lune neptunienne Larissa, un événement très peu commun. Dans les années 1980, les occultations importantes furent bien plus rares pour Neptune que pour Uranus, qui se trouvait près de la Voie lactée à l'époque et était donc en mouvement devant un champ d'étoiles plus dense. L'occultation suivante de Neptune, le 15 juin 1983 permit d'exclure la présence d'un anneau continu autour de Neptune. 
Les premiers éléments tangibles sur la présence d'anneaux datent de 1984, où ils sont observés comme un anneau incomplet, des« arcs », au cours d'une occultation observée simultanément de l'Observatoire de La Silla (ESO) par Jean Manfroid (Institut d'Astrophysique de Liège), Reinold Haefner (U. de Munich) et Patrice Bouchet (ESO) à la demande d'André Brahic et de son équipe  de l'Observatoire de Paris, et du Cerro Tololo Interamerican Observatory  par l'équipe de William Hubbard,,.
Voyager 2 permit d'établir définitivement l'existence des anneaux neptuniens au cours de son survol de la planète en 1989. La sonde confirma que les occultations régulières observées jusqu'alors étaient bien causées par les arcs de l'anneau Adams (voir infra). Après le survol de Voyager, les anneaux les plus clairs (Adams et Le Verrier) furent mis en images grâce au télescope spatial Hubble et aux télescopes au sol, à la suite des progrès accomplis en résolution optique et en technique de captage de la lumière.
Ils sont visibles, légèrement au-delà du niveau du fond diffus cosmologique, dans les longueurs d'onde absorbant le spectre du méthane, et pour lesquelles la luminosité de Neptune est nettement réduite. Les anneaux les plus ténus sont, quant à eux, bien en deçà du seuil de visibilité.

## Propriétés générales

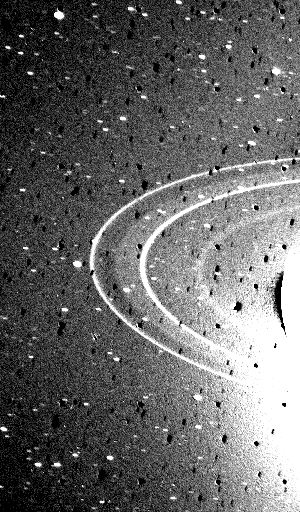
Image d'anneau prise par Voyager, montrée en luminosité accrue pour faire ressortir des nuances plus fines.

Neptune possède cinq anneaux distincts nommés (par ordre croissant de distance par rapport à la planète) Galle, Le Verrier, Lassell, Arago et Adams. Trois d'entre eux sont étroits, avec des largeurs d'environ 100 km maximum ; Galle et Lassell, en revanche, sont très larges – entre 2 000 et 5 000 km. L'anneau Adams se compose de cinq arcs clairs, pris au sein d'un anneau continu plus faible. En suivant le sens antihoraire, les arcs sont nommés : Fraternité, Égalité (1 et 2), Liberté, et Courage. Les trois premiers noms viennent de la devise française. Cette terminologie fut proposée par ceux qui en firent la découverte lors d'occultations stellaires en 1984 et 1985. Quatre petites lunes ont des orbites à l'intérieur du système d'anneaux : Naïade et Thalassa ont leurs orbites dans l'intervalle entre les anneaux de Galle et Le Verrier. Despina est juste à l'intérieur de l'anneau Le Verrier et Galatée est vers l'intérieur de l'anneau Adams.
Les anneaux de Neptune contiennent une grande quantité de poussières dont la taille est de l'ordre du micromètre : la fraction de poussière selon la tranche considérée varie de 20 % à 70 %. À cet égard, ils sont semblables aux anneaux de Jupiter, dont la part de poussière est de 50 % à 100 %, et sont très différents des anneaux de Saturne et Uranus, qui contiennent peu de poussière (moins de 0,1 %). Les particules dans les anneaux de Neptune sont faites d'un matériau sombre, probablement un mélange de glace et de composés organiques transformés par le rayonnement. Les anneaux sont généralement rougeâtres ; leur albédo géométrique (0,05) et leur albédo de Bond (0,01 à 0,02) sont semblables à ceux des particules des anneaux d'Uranus ainsi qu'à ceux des lunes intérieures de Neptune ; visuellement, ils sont fins (transparents), leur épaisseur optique ne dépasse pas 0,1. Considérés dans leur ensemble, les anneaux de Neptune ressemblent à ceux de Jupiter, les deux systèmes se composent d'annelets de poussières ténus et étroits, et de larges anneaux de poussières encore plus ténus.
Les anneaux de Neptune, comme ceux d'Uranus, sont considérés comme relativement jeunes ; leur âge est sans doute nettement inférieur à celui du système solaire. D'autre part, comme pour Uranus, les anneaux de Neptune se sont probablement formés à la suite de la fragmentation d'anciennes lunes intérieures lors de collisions. Il résulte de ces collisions la formation de ceintures de petites lunes, qui sont autant de sources de poussière pour les anneaux. À cet égard, les anneaux de Neptune sont semblables aux bandes de poussières ténues que Voyager 2 put observer entre les anneaux principaux d'Uranus.

## Anneaux intérieurs
L’anneau le plus intérieur de Neptune est appelé anneau de Galle, en l'honneur de Johann Gottfried Galle qui fut le premier à voir Neptune grâce à un télescope (1846). Il fait environ 2 000 km de large et orbite entre 41 000 km et 43 000 km de la planète. C'est un anneau ténu, d'épaisseur optique moyenne de l'ordre de 10-4, et d'une épaisseur équivalente de 0,15 km. La part de poussières dans cet anneau est évaluée entre 40 % et 70 %.
L'anneau suivant est nommé anneau Le Verrier, en l'honneur d'Urbain Le Verrier, qui prédit la position de Neptune en 1846. D'un rayon orbital de près de 53 200 km, il est étroit, d'une largeur d'environ 113 km. Son épaisseur optique est de 0,006 2 ± 0,001 5, ce qui correspond à une épaisseur équivalente de 0,7 ± 0,2 km. La part de poussières dans l'anneau Le Verrier est de 40 % à 70 %. La petite lune neptunienne Despina, qui est en orbite près de sa bordure intérieure sur un rayon de 52 526 km, favorise sans doute le confinement de l'anneau en agissant comme un berger.
L’anneau Lassell est le plus large du système neptunien. Il doit son nom à William Lassell, l'astronome anglais qui découvrit Triton, la plus grande lune de Neptune. L'anneau s'étale en une couche ténue dans l'intervalle entre l'anneau Le Verrier à environ 53 200 km et l'anneau Arago (voir infra) à 57 200 km. Son épaisseur optique moyenne normale est d'environ 10-4, ce qui correspond à une épaisseur équivalente de 0,4 km. L'anneau est composé de poussières à raison de 20 % à 40 %.
L'anneau Lassell présente un petit pic de luminosité près du bord extérieur, situé à 57 200 km de Neptune et d'une largeur de 100 km, que certains astronomes appellent l’anneau Arago en l'honneur de François Arago. La distinction n'est cependant pas toujours établie dans les publications.

## Anneau Adams

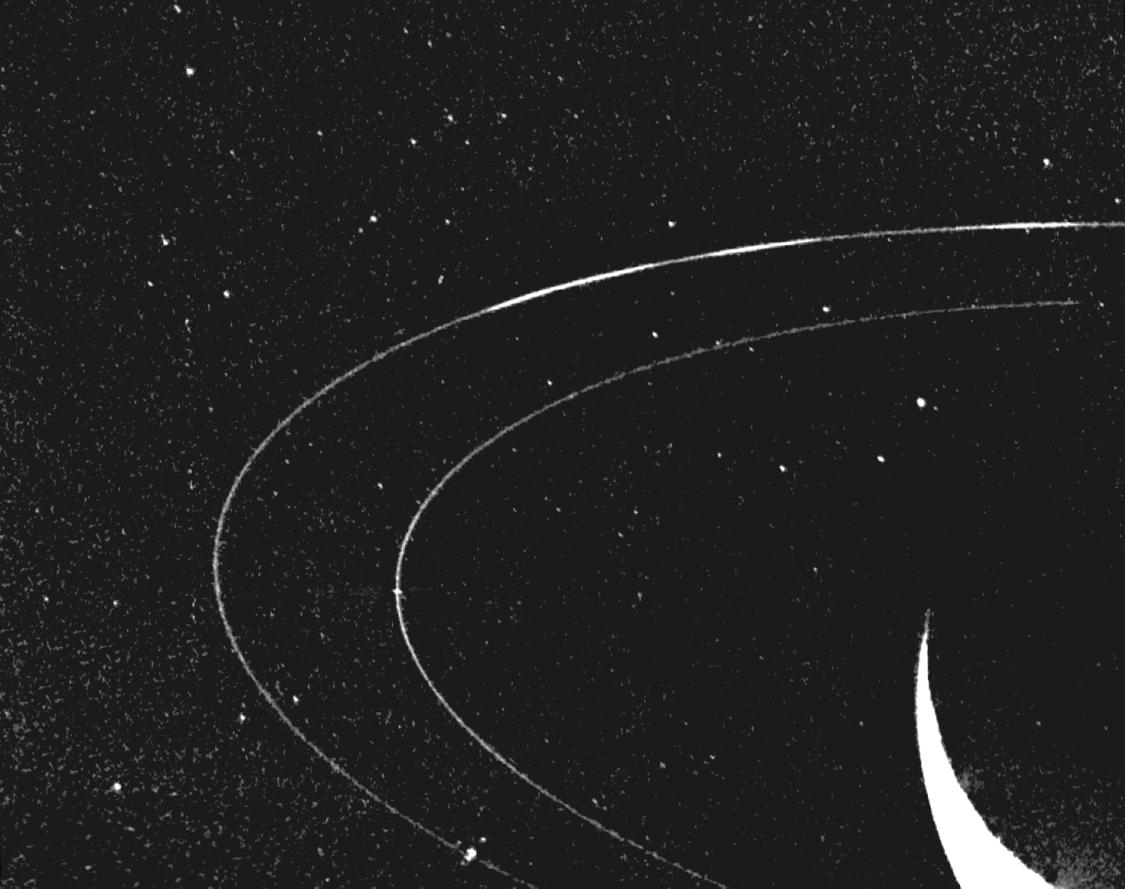
Arcs dans l'anneau Adams (de gauche à droite : Fraternité, Égalité, Liberté), ainsi que l'anneau Le Verrier à l'intérieur.

L'anneau Adams extérieur, dont l'orbite a un rayon de 63 930 km, est l'anneau qui fut le plus étudié. Il doit son nom à John Couch Adams, qui put prédire la position de Neptune indépendamment des travaux de Le Verrier. Cet anneau est fin, légèrement excentrique et incliné, d'une largeur totale d'environ 35 km (de 15 km à 50 km), et son épaisseur optique normale est d'environ 0,011 ± 0,003 hors des arcs, ce qui correspond à une profondeur équivalente d'à peu près 0,4 km. L'anneau est composé de poussières à raison de 20 % à 40 % (moins que dans les autres anneaux fins). La petite lune Galatée, en orbite le long de la bordure intérieure de l'anneau Adams à 61 953 km, fait office de satellite berger et maintient les particules de l'anneau dans un petit intervalle orbital en suivant une résonance orbitale de 42:43. L'influence gravitationnelle de Galatée forme dans l'anneau Adams 42 perturbations radiales, dont l'amplitude est d'environ 30 km. Cela permit de calculer la masse de Galatée.

### Arcs
Les arcs, qui sont les parties les plus brillantes de l'anneau Adams, furent les premiers éléments du système d'anneaux de Neptune à être découverts. Les arcs sont des régions distinctes au sein de l'anneau, où le cortège de matière est plus dense et forme des blocs sur l'anneau. L'anneau Adams contient cinq arcs courts, qui occupent une gamme de longitudes assez restreinte, sur 52°. En 1986, ils étaient situés respectivement à :
- 247-257° (Fraternité),
- 261-264 ° (Égalité 1),
- 265-266 ° (Égalité 2),
- 276-280 ° (Liberté),
- 284,5-285,5 ° (Courage).

L'arc le plus long et le plus clair était Fraternité ; le plus ténu était Courage. L'épaisseur optique des arcs mesurée se trouve dans une fourchette de 0,03 à 0,09 (0,034 ± 0,000 5 pour la bordure antérieure de l'arc Liberté, mesurée lors d'une occultation d'étoile). Leur largeur radiale est approximativement la même que celle de l'anneau continu, soit environ 30 km. La profondeur équivalente des arcs varie entre 1,25 km et 2,15 km (0,77 + 0,13 km pour la bordure antérieure de l'arc Liberté). Les arcs sont composés de poussière à hauteur de 40 % à 70 %. Les arcs dans l'anneau Adams sont assez semblables à l'arc dans l'anneau G de Saturne.
Les images de Voyager 2 prise à la plus haute résolution révèlent que l’arc présente une répartition nettement « grumeleuse », où les amas observés sont généralement séparés par des interstices de 0,1 à 0,2°, ce qui équivaut à 100–200 km le long de l'anneau. Étant donné qu'il ne fut pas possible de ramener l'étude de ces amas à celle de leurs éléments plus petits, ils pourraient éventuellement contenir des corps assez grands, mais sont sûrement associés à des concentrations de poussières microscopiques, comme en témoigne leur luminosité accrue lorsqu'ils sont rétro-éclairés par le Soleil.
Les arcs sont des structures assez stables. Ils furent détectés par des observations au sol lors d'occultations stellaires dans les années 1980, par Voyager 2 en 1989 et par le télescope spatial Hubble et des télescopes au sol, de 1997 à 2005. Toutefois, on put observer certains changements. La luminosité de l'ensemble des arcs a diminué depuis 1986. L'arc Courage a fait un bond en avant de 8°, pour se situer à 294° de longitude (sans doute passant d'une position stable de résonance co-rotationnelle à la suivante), tandis que l'arc Liberté avait presque disparu en 2003. Les arcs Fraternité et Égalité (1 et 2) ont montré des variations irrégulières de luminosité. Leur dynamique observée est probablement liée à l'échange de poussière entre eux. Courage, arc très ténu qui fut découvert lors du survol de la planète par Voyager, est apparu d'une luminosité flamboyante en 1998, bien différente de l'aspect obscur habituel qu'on lui connaît de nouveau. Les observations en lumière visible montrent que la quantité totale de matière dans les arcs est restée à peu près constante, bien que ceux-ci soient maintenant plus sombres dans les longueurs d'onde infrarouges qui avaient déjà été observées auparavant.

### Confinement des arcs
L'existence surprenante des arcs de l'anneau Adams n'a toujours pas reçu d'explication satisfaisante. La dynamique orbitale élémentaire permet de supposer qu'ils devraient se dissiper jusqu'à former un anneau uniforme en quelques années. Plusieurs théories furent proposées afin de rendre compte de cette tendance des arcs à perdurer. Celle ayant fait le plus d'écho soutient que c'est Galatée qui maintient les arcs dans leurs limites par résonance co-rotationnelle d'inclinaisonterme exact ? (RCI) de rapport 42:43. La résonance crée 84 sites stables le long de l’anneau, chacun occupant 4° de section d'orbite, les arcs occupant les sites adjacents. Néanmoins, les mesures du moyen mouvement des anneaux (c.-à-d. de la vitesse angulaire moyenne sur l'orbite) grâce au télescope Hubble et à l'Observatoire W. M. Keck en 1998 permirent de conclure que les anneaux ne sont pas en RIC avec Galatée.

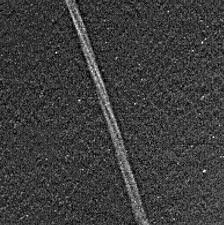
L'anneau Adams est un entrelac en forme de tresse, constituée de 3 anneaux séparés par une étrange répulsion. Photo NASA

Un modèle ultérieur suggéra que le confinement des arcs était la conséquence d'une résonance co-rotationnelle d'excentricitéterme exact ? (RCE). Le modèle prend en compte la masse finie de l'anneau Adams, ce qui est requis pour rapprocher la résonance de l'anneau. Cette théorie motiva une estimation de la masse de l'anneau Adams —environ 0,2 % de la masse de Galatée.
Une troisième théorie proposée en 1986 suppose qu'une lune supplémentaire est en orbite à l'intérieur de l'anneau, les arcs étant pris au piège dans les points de Lagrange stables de celle-ci. Cependant, les observations de Voyager 2 apportent des contraintes importantes sur la taille et la masse d'éventuelles lunes inconnues, ce qui fragilise une telle théorie.
D'autres théories plus complexes supposent qu'un certain nombre de petites lunes sont prises au piège dans des résonances co-rotationnelles avec Galatée, et assurent ainsi le confinement des arcs tout en leur apportant des poussières.

## Exploration
Les anneaux ont été scrutés en détail au cours du survol de la sonde Voyager 2 en août 1989. Ils ont été étudiés par imagerie optique, et avec des observations d'occultations dans l'ultraviolet et la lumière visible. Voyager 2 a observé les anneaux sous plusieurs angles par rapport au Soleil, produisant des images de la lumière diffusée de face, traversant les anneaux et comme diffractée, ou les éclairant selon un angle intermédiaire. L'analyse de ces images permit de déduire la fonction de phase des particules de l'anneau (c.-à-d. la réflectivité de l'anneau selon l'angle entre l'observateur et le Soleil), ainsi que les albédos géométrique et de Bond des particules de l'anneau. L'analyse des images de Voyager a également conduit à la découverte de six lunes intérieures de Neptune, dont Galatée, le berger de l'anneau Adams.

## Propriétés
| Nom de l'anneau  | Rayon (en km)   | Largeur (en km) | Épaisseur équivalente (en km)[b][c] | Épaisseur optique normale[a]        | Proportion de poussière, % | Excentricité     | Inclinaison (en °) | Remarques                                                                                   |
| ---------------- | --------------- | --------------- | ----------------------------------- | ----------------------------------- | -------------------------- | ---------------- | ------------------ | ------------------------------------------------------------------------------------------- |
| Galle (N42)      | 40 900 – 42 900 | 2 000           | 0,15                                | ~ 10−4                              | 40 – 70                    | ?                | ?                  | Anneau large et peu dense                                                                   |
| Le Verrier (N53) | 53 200 ± 20     | 113             | 0,7 ± 0,2                           | 6,2 ± 1,5 × 10−3                    | 40 – 70                    | ?                | ?                  | Anneau étroit                                                                               |
| Lassell          | 53 200 – 57 200 | 4 000           | 0,4                                 | ~ 10−4                              | 20 – 40                    | ?                | ?                  | L'anneau Lassell est une fine couche de matière peu dense qui s'étend de Le Verrier à Arago |
| Arago            | 57 200          | < 100           | ?                                   | ?                                   | ?                          | ?                | ?                  | L'anneau Lassell est une fine couche de matière peu dense qui s'étend de Le Verrier à Arago |
| Adams (N63)      | 62 932 ± 2      | 15 – 50         | 0,4 1,25 – 2,15 (in arcs)           | 0,011 ± 0,003 0,03 – 0,09 (in arcs) | 20 – 40 40 – 70 (in arcs)  | 4,7 ± 0,2 × 10−4 | 0,0617 ± 0,0043    | Cinq arcs brillants                                                                         |